# Banco Nacional de Moldavia
El Banco Nacional de Moldavia (en rumano: Banca Națională a Moldovei) es el banco central de Moldavia.

## Historia
El Banco Nacional de Moldavia (MNB) fue establecido por decreto del Presidente de la República de Moldavia el 4 de junio de 1991, con la designación del Gobernador - Leonid Talmaci . 
Desde 1991, se han desarrollado e implementado una serie de medidas efectivas para estabilizar el entorno monetario y crediticio. El paso más importante en esta dirección fue la introducción en circulación el 29 de noviembre de 1993 de la moneda nacional, el leu moldavo, con la posterior promoción de una política crediticia monetaria y anti-inflacionista. Esto detuvo la inflación al galope desde principios de la década de 1990.
En 1995, el Parlamento de la República de Moldavia aprobó la Ley del Banco Nacional de Moldavia y la Ley de instituciones financieras. De acuerdo con la primera ley, el NBM es independiente en la labor de sus funciones y rinde cuentas al parlamento. La segunda ley apunta a crear un sector financiero fuerte y competitivo, que no permita un riesgo excesivo en este sistema y que proteja los intereses de los depositantes.
Desde 1998, el Banco Nacional abandona la práctica de establecer la tasa de cambio oficial de la moneda nacional frente al dólar en la bolsa y procedió a su determinación como media aritmética simple de la media ponderada de la oferta y venta de dólares en el mercado inter e intra-bancario. Esto permitió la des-centralización del mercado de divisas de acuerdo con las prácticas de los países desarrollados.